# إميلي هيد
إميلي روز هيد (بالإنجليزية: Emily Head)‏ (وُلدت في 15 ديسمبر 1988 في لندن) هي ممثلة إنجليزية.

## وصلات خارجية
- إميلي هيد على موقع IMDb (الإنجليزية)
- إميلي هيد على موقع ميوزك برينز (الإنجليزية)
- إميلي هيد على موقع أول موفي (الإنجليزية)
- إميلي هيد على موقع قاعدة بيانات الفيلم (الإنجليزية)